# Liste der Schlangenarten in Deutschland
In dieser Liste sind alle in Deutschland lebenden Arten und Unterarten der Unterordnung der Schlangen (Serpentes) aufgeführt. Grundlage für die Liste ist der Kosmos-Naturführer Die Schlangen Europas von Ulrich Gruber.

## Schlangenarten nach Familien
| Deutscher Name     | Wissenschaftlicher Name                       | Familie, Unterfamilie                        | Verbreitung in Deutschland | Länge                                 | Giftigkeit                                                                        | Unterarten in Deutschland | Bild |
| ------------------ | --------------------------------------------- | -------------------------------------------- | --- | ------------------------------------- | --------------------------------------------------------------------------------- | ------------------------- | ---- |
| Schlingnatter      | Coronella austriaca                           | Eigentliche Nattern (Colubridae, Colubrinae) | Biotope mit vielen Versteckmöglichkeiten, offenen Bereichen mit Ruderalvegetation bis hin zu Brachflächen mit Sträuchern; in Norddeutschland vor allem Moore und Heiden sowie in Süddeutschland extensiv genutzte Weinberge und Weinbergbrachen in frühem Sukzessionsstadium | 50–70 cm                              | ungiftig und harmlos                                                              | austriaca                 |      |
| Äskulapnatter      | Zamenis longissimus (syn.: Elaphe longissima) | Eigentliche Nattern (Colubridae, Colubrinae) | Besonnte Gebiete an Flussufern und Auwäldern mit dichtem Buschwerk; bei Schlangenbad im Taunus, im südlichen Odenwald, an den Donauhängen bei Passau, am Inn und Salzach | 140–160 cm                            | ungiftig und harmlos                                                              | nicht unterschieden       |      |
| Ringelnatter       | Natrix natrix                                 | Wassernattern (Natricinae, Colubridae)       | Feuchte Wiesen oder Wälder, oft in der Nähe von Gewässern; vor allem östlich der Elbe, in Sachsen, im westlichen Süderbergland, der Oberrheinebene, in Tälern der Mittelgebirge dem nördlichen Baden-Württemberg und dem östlichen und südlichen Bayern                      | Männchen 60–70 cm, Weibchen 80–100 cm | ungiftig und harmlos                                                              | natrix                    |      |
| Barrenringelnatter | Natrix helvetica                              | Wassernattern (Natricinae, Colubridae)       | vor allem westlich des Rheins und im äußersten Süden Bayerns | bis zu 190 cm                         | ungiftig und harmlos                                                              | helvetica, sicula         |      |
| Würfelnatter       | Natrix tessellata                             | Wassernattern (Natricinae, Colubridae)       | Uferbereiche von flachen, warmen, langsam strömenden Gewässern mit reichhaltiger Ufervegetation; an Lahn, Mosel und Nahe Reliktvorkommen, an der Elbe bei Meißen wiederangesiedelt                                                                                           | 60–90 cm                              | ungiftig und harmlos                                                              | nicht unterschieden       |      |
| Aspisviper         | Vipera aspis                                  | Echte Vipern (Viperidae, Viperinae)          | Trockene und sonnige Hänge mit Buschwerk; nur ein kleines Reliktvorkommen im südlichen Schwarzwald | 60–70 cm                              | giftig (Röhrengiftzähne), Antiserum!                                              | aspis                     |      |
| Kreuzotter         | Vipera berus                                  | Echte Vipern (Viperidae, Viperinae)          | Vor allem Moore, Sümpfe, Brüche, außerdem Bergwiesen im Bereich der Baumgrenze; in der Norddeutschen Tiefebene, in den östlichen Mittelgebirgen sowie im südlichen Schwarzwald, auf der Schwäbischen Alb, im südlichen Alpenvorland und im Alpenraum                         | 60–75 cm                              | giftig (Röhrengiftzähne), zytotoxische Wirkung, Biss sehr schmerzhaft, Antiserum! | berus                     |      |